# Giuliano Volpi
Giuliano Volpi (Clusone, 1º dicembre 1838 – Pontevico, 4 marzo 1913) è stato un pittore italiano.

## Biografia
Giuliano era figlio di Antonio e Maddalena Capitanio, a sette anni frequentò la Scuola di Disegno dell’Accademia Tadini seguendo le lezioni del professore Antonio Fratta, successivamente i frequentò i corsi di pittura di Enrico Scuri all'Accademia Carrara di Bergamo.  Nel 1858 non terminò gli studi per arruolarsi  come volontario al seguito di Garibaldi, risulta il suo nome tra i 45 garibaldini di Lovere. 
Bisogna quindi aspettare il 1860 per trovare il suo primo lavoro nella chiesa di Carvico la tela Il Sacro Cuore di Maria, e successivamente del 1863 la pala dell'altare della chiesa di san Zenone a Gratacasolo raffigurante Il santo che salva il popolo rifugiato in chiesa dalle acque. 
Nel 1863 sposò Rosa Luigia Scalzi, maggiore di lui di nove anni, dalla quale ebbe due figli: Rienzo e Corilla che seguirà il lavoro d'arte del padre, è di questi anni l'autoritratto dell'artista donato e conservato nell'Accademia Tadini di Lovere.
Dal 1869 al 1870 è impegnato ad affrescare nel Santuario della Via Crucis a Cerveno la cappella del Sepolcro. 
La sua capacità di interpretare i lavori di altri artisti, lo portò a essere richiesto come restauratore di affreschi rovinati, come le pitture del Luogo Pio Colleoni o lavori non terminati da ultimare facendo di opera di periodi precedenti quasi un falso storico, uniformandole.

## Opere
L'artista lascia opere di valore in territorio bergamasco e bresciano, riuscendo a lavorare fino agli ultimi suoi giorni.
- 1860 Sacro Cuore di Maria Chiesa parrocchiale di Carvico
- 1863 Santo che salva il popolo rifugiato in chiesa dalle acque chiesa di san Zenone Gratacasolo
- 1865 Autoritratto giovanile Accademia Tadini  di Lovere
- 1869-1870 affreschi della cappella del Sepolcro nel santuario di Cerveno
- 1870 pala d'altare Santi Rocco e Fermo chiesa di Pianico
- Natività di Maria per il santuario della Madonna d'Erbia a Casnigo
- Santa Monica nella chiesa parrocchiale di Edolo
- stazioni delle Via Crucis Parrocchia di Romano Lombardo
- 1884 Ritratto del parroco G. Battista Viotti  sagrestia della chiesa di Rogno
- 1884 decorazione completa della parrocchiale di Santo Stefano di Bedizzole
- 1900 Madonna in gloria e Ultima cena  e motivi floreali basilica di Santa Maria in Valvendra a Lovere
- 1912 affresco di San Giovanni Nepomuce sull'edicola del ponte sul Rino a Tavernola Bergamasca

Notevoli furono i suoi lavori di restauro o completamento di opera di altri pittori,  in alcuni casi resta molto difficile riconoscere la mano del Volpi nel proseguire opere già iniziate. A lui si deve il restauro degli affreschi in Luogo Pio Colleoni di Bergamo nel 1896.